# Codex Balduineus

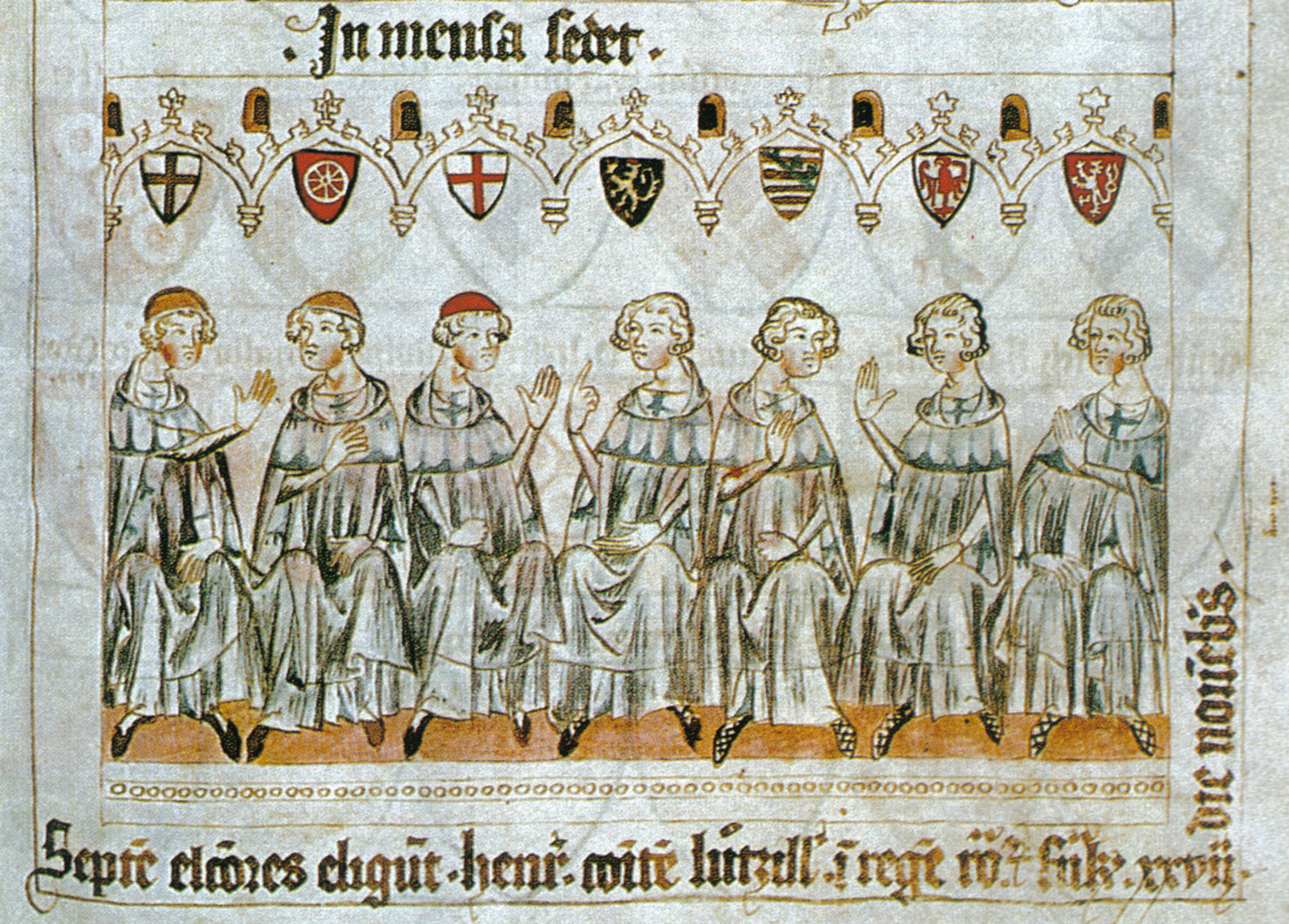
I principi elettori

Il Codex Balduineus è un codice medievale miniato del XIV secolo.
Il manoscritto descrive la campagna italiana dell'imperatore Enrico VII negli anni tra il 1310 e il 1313, il cui obiettivo era ottenere l'incoronazione da parte del papa e procedere ad un profondo rinnovamento dell'idea imperiale (restauratio imperii).
Il codice venne scritto probabilmente attorno al 1340, su incarico del fratello di Enrico, Baldovino di Lussemburgo arcivescovo di Treviri. Consiste in 37 pergamene con grandi illustrazioni e brevi annotazioni latine, e descrive i momenti salienti del regno di Enrico, ma principalmente la sua discesa in Italia. Contiene inoltre la prima rappresentazione nota del Collegio dei principi elettori. Si tratta di un documento importante sulla storia dell'Impero nel tardo medioevo, oltre ad essere una rappresentazione affascinante ed unica nel suo genere del viaggio a Roma di Enrico VII.
È conservato presso il Landeshauptarchiv di Coblenza.